# Tricyphona (Tricyphona) zwicki
Tricyphona (Tricyphona) zwicki is een tweevleugelige uit de familie Pediciidae. De soort komt voor in het Palearctisch gebied.